# Schlammfliegen (Familie)
Die Schlammfliegen oder Wasserflorfliegen (Sialidae) sind eine Familie der Großflügler (Megaloptera). Sie sind weltweit mit etwa 60 Arten verbreitet. Die Holarktis ist ihr Hauptverbreitungsgebiet. Ihre Larven kommen oft in großen Zahlen vor und stellen deswegen für Fische eine wichtige Nahrung dar.

## Merkmale
Die Tiere haben einen relativ kleinen und plumpen Körperbau mit Vorderflügellängen von 10 bis 20 Millimetern, dabei sind die Weibchen in der Regel größer als die Männchen. Sie sind überwiegend braun gefärbt und haben keine Punktaugen (Ocelli). Ihr Halsschild ist relativ breit und auch weniger lang als es breit ist. Ihre Beine sind kräftig gebaut und haben fünf Tarsenglieder. Das vierte Glied ist lappig verbreitert. Wie auch die anderen Großflügler haben sie eine stark hervortretende Flügeladerung auf ihren großen Flügeln, die in der Ruhestellung dachartig über den Körper gelegt werden.
Die Larven haben am Hinterleib sieben Paar charakteristische, gefiederte Kiemen und ein langes, spitz zulaufendes Hinterleibsende. Sie haben große Mandibeln.

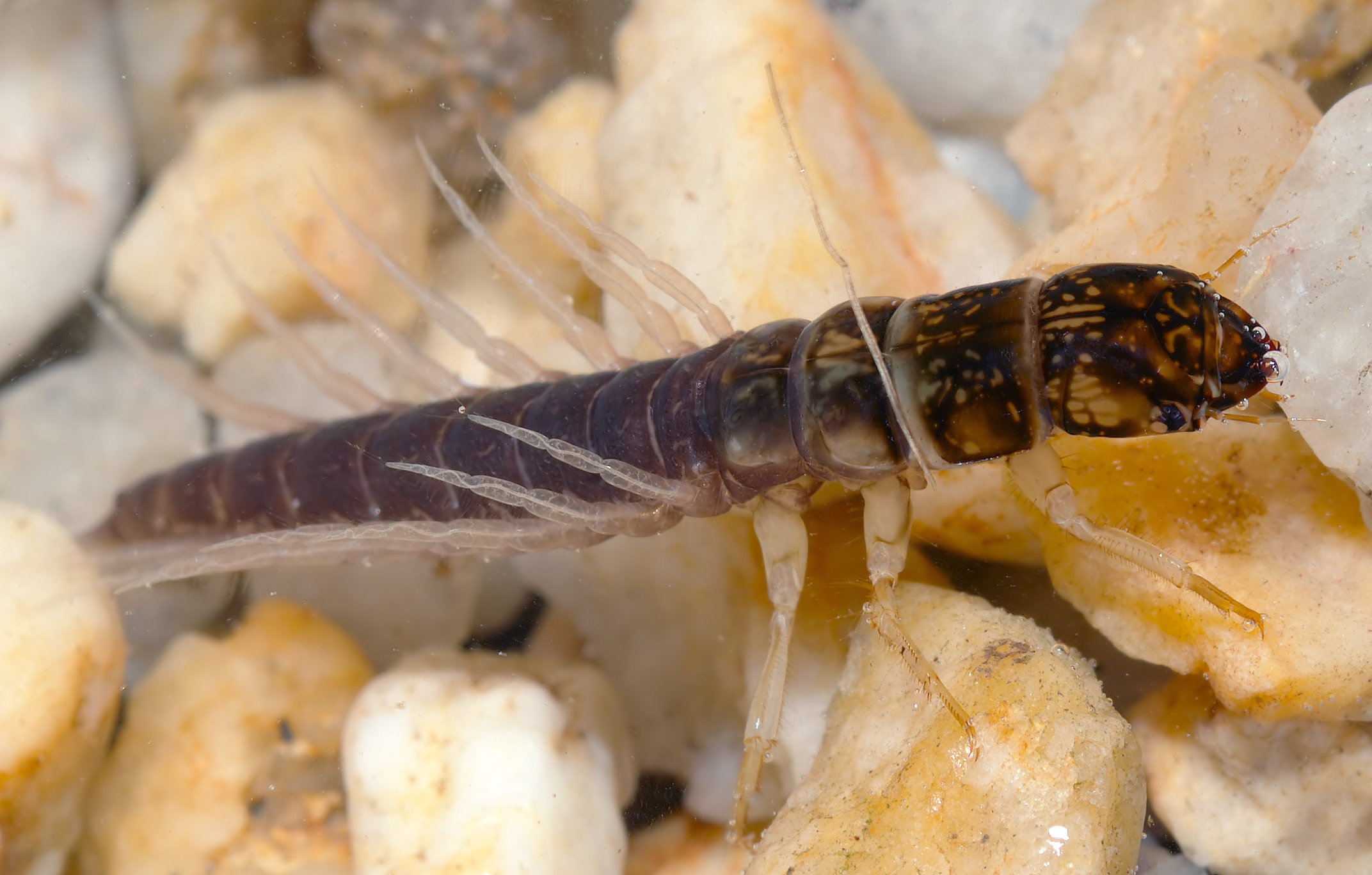
Larve der Gemeinen Wasserflorfliege (Sialis lutaria)

## Lebensweise
Die Imagines sind tagaktiv und fliegen nur träge. Man findet sie in Mitteleuropa von Mai bis Juni auf der Ufervegetation, sie leben aber nur kurz.
Die Weibchen legen bis zu 2000 Eier in Gruppen von etwa 200 Stück an der Ufervegetation verschiedener Gewässertypen ab. Die daraus schlüpfenden Larven lassen sich ins Wasser fallen. Sie leben anfangs im Wasser, später im Schlamm vergraben. Sie kommen bis in 18 Meter Tiefe vor. Sie ernähren sich räuberisch von Insektenlarven, Würmern und kleinen Muscheln. Sie benötigen meist zwei Jahre für ihre Entwicklung, überwintern beide Male als Larve und durchleben 10 Larvenstadien. Sie verpuppen sich am Ufer unter der Erde. Die Puppe gräbt sich vor dem Schlüpfen der Imago an die Oberfläche.

## Systematik (Europa)
Die Schlammfliegen kommen in Europa nur mit etwa 10 Arten der Gattung Sialis vor, von denen 4 Arten im größten Teil Europas verbreitet sind. 2 Arten kommen nur in Nordeuropa vor und 2–5 weitere Arten leben im östlichsten Europa (Russland, Kaukasus).
Aus Baltischem Bernstein (Eozän) sind zudem die fossilen Arten Sialis groehni und Sialis (Protosialis) baltica beschrieben. Hierbei handelt es sich um die bislang ältesten fossilen Funde dieser Familie.